# نبرد غزاله
نبرد غزاله نبردی است در طی نبرد صحرای غربی در جنگ جهانی دوم که در تاریخ ۲۶ می سال ۱۹۴۲ شروع شد و در تاریخ ۲۱ ژوئن سال ۱۹۴۲ با پیروزی نیروهای محور به پایان رسید.